# Kiyoaki Saibara
Kiyoaki Saibara (1884-1972) et son père Saibara Seitō ont significativement contribué à la réussite de la culture rizicole au Texas. Né dans la préfecture de Kōchi au Japon, Saibara se rend à Webster afin d'aider son père à commencer une exploitation de riz. Saibara est le premier Japonais à obtenir la citoyenneté américaine au Texas. Lui et sa première épouse, Shimoyo, ont six enfants.
Un monument historique est installé à Webster en l'honneur de Seito et Kiyoaki.